# Titabor Town
Titabor Town é uma vila no distrito de Jorhat, no estado indiano de Assam.

## Demografia
Segundo o censo de 2001, Titabor Town tinha uma população de 7450 habitantes. Os indivíduos do sexo masculino constituem 55% da população e os do sexo feminino 45%. Titabor Town tem uma taxa de literacia de 81%, superior à média nacional de 59,5%: a literacia no sexo masculino é de 84% e no sexo feminino é de 77%. Em Titabor Town, 11% da população está abaixo dos 6 anos de idade.